# Szexuális erőszak
Ez a szócikk a témát általánosan tárgyalja. A büntetőjogi szemléletű  tárgyaláshoz lásd: szexuális erőszak (bűncselekmény).
Ernyőfogalomként szexuális erőszaknak (angolul: sexual abuse) neveznek minden olyan cselekményt, mely során valakit olyan szexuális tevékenységbe vonnak be, amely az illető előzetes beleegyezése vagy jóváhagyása ellenére, illetve anélkül, akarata ellenére történik meg.
Szexuális erőszaknak hívják a nem kívánt szexuális tevékenységre való kényszerítést, a nemi erőszakot, a közösüléssel való fájdalomokozást vagy megalázást, tárggyal való nemi erőszakot, intim testrészeik bántalmazását, a másokkal való közösülésre, prostitúcióra kényszerítést, illetve a reproduktív jogok korlátozását: fogamzásgátlás akadályozását vagy kényszerítését, terhességre vagy abortuszra kényszerítést is.
Szexuális erőszaknak számít: nem kívánt intim érintés és csók; valakit vonakodása vagy bizonytalansága ellenére rávenni a szexre, vagy azon belül olyan tevékenységre, amire nem vágyik; a nem kívánt terhesség és a szexuális úton terjedő betegségek elleni védekezés megtagadása; minden szexuális tevékenység olyan emberrel, aki bármilyen okból nem képes egyértelműen kifejezni az akaratát; és ezen dolgokra akár a kísérlettevés is.
A szexuális erőszak legtöbb esetben az áldozat vagy az elkövető lakó- vagy munkahelyén történik, és túlnyomó többségben olyasvalaki követi el, akit az áldozat előzetesen már ismert, ilyen személy lehet például partner, tanár, családtag, barát, munkatárs.
Ha a szexuális erőszak egy randi során történik, azt randierőszaknak nevezik, ha párkapcsolatban, akkor párkapcsolaton belüli szexuális erőszaknak. A gyermekekkel szemben elkövetett szexuális erőszakot szexuális visszaélésnek is nevezik. Amikor egy családtag vagy gondviselő követ el szexuális erőszakot (főként gyerekek és fiatalok ellen), azt incesztusnak hívják.
A nemi alapú erőszak (angolul: gender based violance) a biológiai nem (általában a nő és férfi dichotómiában) bináris felfogásához kapcsolódó nemi szerep attitűdök egyenlőtlen elosztásából fakad. A szexuális ragadozók számára gyakran a hatalmi, uralkodási és birtoklási vágy ébreszti leginkább a motivációt az elkövetésre.

## A szexuális erőszak elkövetői és típusai
Szexuális erőszakot leggyakrabban felnőtt férfiak követnek el gyerekek és nők ellen, de az is előfordul, hogy felnőtt férfiak válnak áldozattá, az elkövető pedig lehet azonos nemű is. Bárki válhat szexuális erőszak áldozatává, a képességeitől, személyiségétől, külsejétől, értékrendjétől és szokásaitól függetlenül.

### A szexuális erőszakot elkövetők eszközei

#### Fenyegetés, zsarolás
A fenyegetést az elkövetők a következőképpen szokták használni: például azt mondja, hogy megöli, megcsonkítja, mások előtt megalázza az áldozatot, ha az nem megy bele a szexbe, vagy elhagyja a partnerét, ha nem engedelmeskedik.

#### Pozíció, tekintély
Az erőszaktevő pozíciójából kifolyólag kényszeríti ki a szexet, ez lehet például korbeli különbség, egy idősebb ember kihasznál egy nála fiatalabbat, tipikusan ilyen a tanár diák elleni szexuális visszaélés. A hatalmi visszaélés pedig tipikusan egy vezető, főnök által történhet a beosztottjával szemben.

#### Manipuláció, nyaggatás
Ilyen amikor az elkövető sokáig úgy tesz, mintha csak barátkozni vagy segíteni akarna, így férkőzik az áldozat bizalmába, majd különböző „érvekkel” próbálja meggyőzni, és az elutasítás ellenére újra meg újra próbálkozik.

#### Az áldozat beleegyezésre nem képes állapota
Az erőszaktevő maga is leitathatja, vagy bedrogozhatja az áldozatot, vagy kihasználhatja, hogy az áldozat ittas, drogot fogyasztott, nincs magánál, éppen alszik.

#### Fizikai erőszak vagy kényszerítés
Az erőszaktevő lefogja, bezárja, megüti az áldozatot.

## Beleegyezés
A beleegyezésen alapuló szexuális együttlét feltétele, hogy mindkét résztvevő akarja a szexet. A konszenzuális jelleg úgy tartható fenn, hogy mindig csak olyan dolgokra kerül sor, amelyeket mindegyik résztvevő akar. Ideális esetben a felek a szexuális együttlét öröméért vesznek részt ezekben a cselekedetekben, és nem másért. A szóbeli, illetve egyéb módon kifejezett tiltakozást vagy elutasítást tiszteletben tartják a résztvevő felek. Az, hogy a partner nem tiltakozik, még nem jelenti azt, hogy a beleegyezését adta. 

### A beleegyezés jelei

#### Aktív, egyértelmű és lelkes
A beleegyezés egyik jele lehet a partner kezdeményezése. Érdemes lehet a másik fél érzéseinek, jelzéseinek folyamatos figyelemmel követése, valamint az egyértelmű kommunikáció, mely során világossá válhat a felek számára, hogy a beleegyezést még mindig fenntartják-e vagy sem. Ha a másik fél bizonytalan, vagy azzá válik az aktus során, akkor szexuális együttlét konszenzuális, beleegyező jellege megváltozik.

#### Egyenlő helyzet
Aki túl fiatal – nem érte el a beleegyezési korhatárt –, részeg, alszik, vagy bármi más miatt alárendelt vagy kiszolgáltatott helyzetben van, az nem tud valódi beleegyezést adni.

#### Szabad döntés eredménye
Az „igen” csak akkor érvényes, ha szabadon mondhat a másik fél nemet is. Aki nem belülről fakadó vágyból, hanem félelemből, nyomás alatt, győzködés, manipuláció vagy zsarolás hatására megy bele valamibe, az valójában nem adta a beleegyezését az együttlétbe.

## Szexuális jogok[1]
| Jogok | Mások jogainak tiszteletben tartása |
| --- | --- |
| Joga van eldönteni, hogy mikor szeretne elkezdeni szexuális életet élni. | Tiszteletben kell tartani, ha a partner még nem akar szexuális életet élni. |
| Joga van a tiszteletre, a nemtől, a szexuális orientációtól vagy a múltbeli szexuális kapcsolataitól függetlenül.                                                                                        | Tisztelettel kell bánni a partnerekkel, függetlenül a nemétől, a szexuális orientációjától vagy a múltbeli szexuális kapcsolataitól.                                                                                   |
| Joga van hozzá, hogy a partnere figyeljen rá, és csak olyan történjen a szexuális együttlétben, amit egyértelműen akar. Joga van bármikor nemet mondani, akár közvetlenül az aktus előtt vagy közben is. | Kötelessége azonnal abbahagyni az adott szexuális tevékenységet, vagy akár az egész intim szituációt félbeszakítani, ha a partner azt kéri, vagy ha látja rajta, hogy már nem okoz számára örömet.                     |
| Joga van bármilyen szexuális tevékenységre nemet mondani. Semmi olyat nem kell tenni a szexuális együttlétben, amire nem vágyik.                                                                         | Kötelessége figyelembe venni, ha a partner bizonyos szexuális tevékenységekre nemet mond. Nem erőltethet a partnerre semmit, amit ő nem akar, se manipulációval, se zsarolással, se fizikai fölényét kihasználva.      |
| Joga van biztonságos szexuális életet élni. | Kötelessége a partner biztonságát és saját biztonságát szem előtt tartani szexuális együttlét közben. |
| Joga van visszautasítani a partner erotikus fantáziáinak megvalósítását. | Kötelessége tiszteletben tartani a partner határait. Nincs joga ráerőltetni az erotikus fantáziáit vagy pornográf tartalomból vett ötleteit.                                                                           |
| Joga van elmondani vagy megmutatni a partner, hogy mit szeretne a szexuális együttlétben. | Senkit sem szabad megszégyeníteni a szexuális vágyai miatt. Ugyanakkor nem kell a partner kívánságait teljesíteni, hiszen mindenki megválaszthatja, hogy milyen tevékenységeket szeretne folytatni, és milyeneket nem. |

## Teendők szexuális erőszak esetén
Szexuális erőszak esetén az elszenvedőnek joga van a védelemhez, támogatáshoz és az igazságszolgáltatáshoz. A szexuális erőszak legtöbb formáját a törvény is tiltja.
Szexuális erőszak esetén az érintettet biztonságos helyre kell juttatni. A bizonyítékok akkor maradnak felhasználhatóak, ha az érintett nem zuhanyzik le, nem fürdik meg, nem mossa meg a kezét vagy fogát, illetve nem megy WC-re. A ruhákat nem szabad megsemmisíteni, valamint átvenni. Az erőszak helyszínét érdemes nem eltakarítani és rendbe rakni. Így maradhatnak a bizonyítékok felhasználható állapotban.
Kapcsolatba kell lépni a rendőrséggel vagy mentőkkel, akik általában igazságügyi orvosszakértőhöz irányítják az érintettet. Az egyszerű nőgyógyász által készített véleményt a bíróság nem szakvéleményként fogadja el, csak okiratként, szakvéleményt csak igazságügyi orvosszakértő tud készíteni. Az igazságügyi orvosszakértők listája megtalálható az Igazságügyi Minisztérium honlapján. Az érintettnek érdemes ezután beszélnie valakivel, lehetőleg olyan emberrel, akiben megbízik, például családtaggal vagy egy baráttal, esetleg az erre szakosodott segélyvonalat is. A NANE Egyesület által – a KERET Koalíció tagjaként – a szexuális erőszak áldozatai számára működtetett segélyvonal telefonszáma 06-40-630-006, hívható: péntek 10–14.között.

## Statisztikai adatok[12]
Az itt felsorolt adatok az Európai Alapjogi Ügynökség (FRA), 2014-es, egész Európára kiterjedő, és Magyarországra nézve is reprezentatív felméréséből származnak.
- A magyarországi nők 9%-át érte 15 éves kora után szexuális erőszak, 7%-ukat a partnerük,2%-ukat nem a partnerük részéről. (2011-es népszámlálási adatokkal számolva körülbelül 361 500 nő érintett Magyarországon, ennyi 15 év feletti nőt ér élete során szexuális erőszak.)[15]
- A nők 3%-át érte szexuális erőszak az adatfelvételt megelőző 12 hónapban. (A 2011-es népszámlálási adatokkal számolva ez körülbelül 111 800 fő érintett, azaz körülbelül ennyi nőt ér egy évben szexuális erőszak Magyarországon; ezeknek a nőknek a kétharmadát, körülbelül 74 500 főt a partnere részéről éri erőszak.)
- A felmérésben résztvevők 5%-a élt át 15 éves kora előtt szexuális erőszakot felnőtt elkövető részéről. (A 2011-es népszámlálási adatokat alapul véve ez körülbelül 35220 lány.)
- A magyarországi nők 42%-a számolt be arról, hogy 15 éves kora után szexuális zaklatás áldozata volt.

Az Egységes Nyomozóhatósági és Ügyészségi Bűnügyi Statisztika (ENYÜBS) 2012-es adatai is hasonlóról számolnak be. Az ENYÜBS a rendőrség és az ügyészség közös adatbázisa, amely megmutatja, hogy egy bizonyos bűncselekményből mennyit regisztráltak az adott évben.) A számok nem azt jelentik tehát, hogy ennyi ügyben született ítélet, pusztán azt, hogy az ügyészség regisztrálta az ügyet:
- összes szexuális bűncselekmény 18 év alatti női sértettek ellen: 429
- összes szexuális bűncselekmény 18 év feletti női sértettek ellen: 269